# Crotalus morulus
Crotalus morulus es una especie de serpiente aletinofidia de la familia Viperidae.

## Taxonomía
Anteriormente era considerada una subespecie de Crotalus lepidus; sin embargo, estudios recientes lo elevaron a la categoría de especie.

## Distribución
Esta serpiente es nativa de México, en la Sierra Madre Oriental habitando en los estados de Tamaulipas, Nuevo León, Coahuila de Zaragoza.

## Descripción
Como otras serpientes de su familia, son venenosas y se reproducen por viviparidad.